# Rachel in costume da tragedia
Rachel in costume da tragedia è il titolo di vari oli su tela dipinti dal pittore Jean-Léon Gérôme nel 1859. La tela è di formato verticale ed è un ritratto a figura intera dell'artista Élisa Félix, detta Rachel, in costume tragico.
La tela venne esposta al Salone del 1861, assieme a Frine davanti all'Areopago, Socrate cerca Alcibiade nella casa di Aspasia e Due auguri.

## Storia

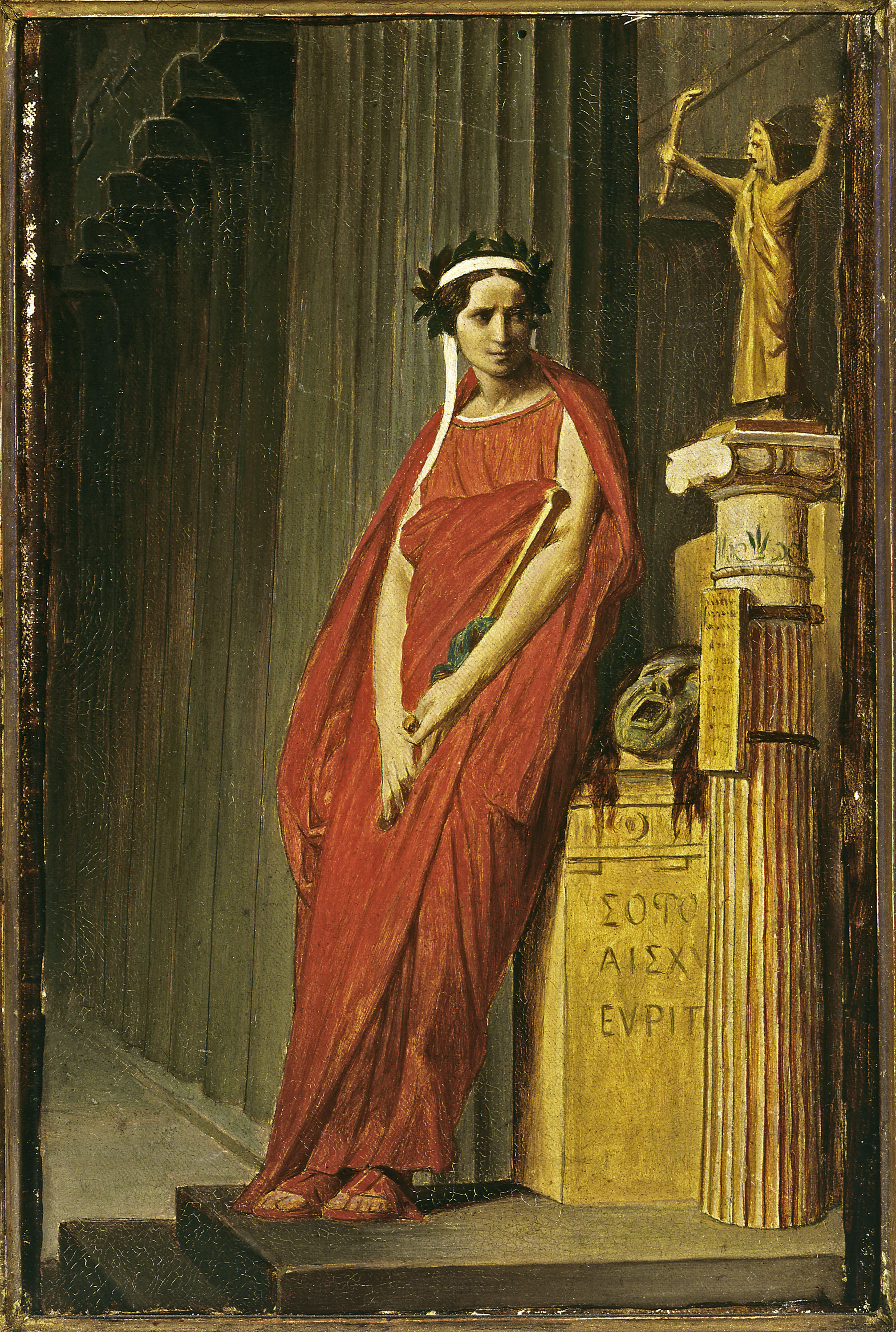
Lo studio del museo Carnavalet

Questo ritratto postumo venne commissionato da Sarah Félix, sorella di Rachel, un po' di tempo dopo la morte dell'attrice, avvenuta il 3 gennaio del 1858. In effetti, le due sorelle erano amiche di Gérôme e frequentavano il suo studio.
Per dipingere il quadro Gérôme si ispirò a un quadro di Amaury-Duval del 1854, esposto al Salone del 1855 e posseduto da Émile de Girardin, e a un affresco romano esposto al museo archeologico di Napoli che ritrae Medea. Esistono varie versioni dell'opera:
- alla Comédie-Française, 218 × 137 cm;
- uno studio al museo Carnavalet, 24 × 16 cm;[3]
- una versione in una collezione privata, 33 × 22 cm;
- uno studio al museo Dahesh nuovaiorchese, 27 × 17 cm.[2]

(H. Oulevay, Le salon repeint)

## Descrizione

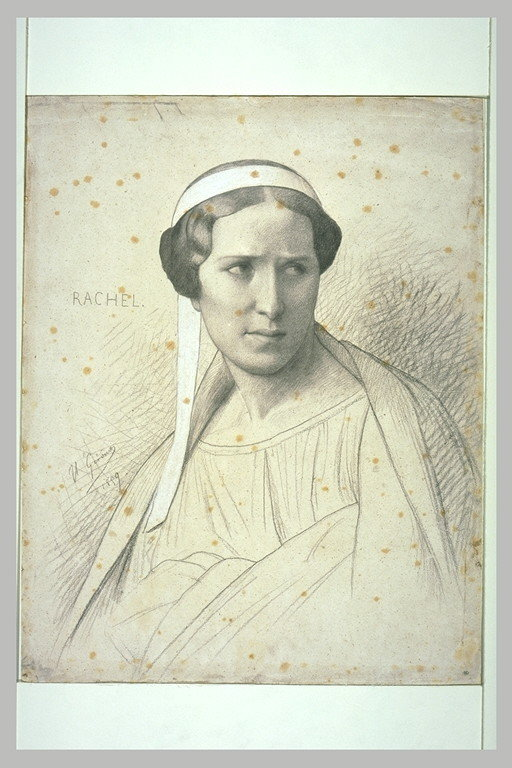
Un disegno preparatorio dell'opera

Rachel è ritratta come Melpomene (i suoi tratti si rifanno a delle fotografie scattate in vita da Nadar). Ella indossa una veste lunga e rossa. I suoi capelli sono cinti da una corona d'alloro e da una fascia bianca. Tra le sue mani ella tiene un lungo oggetto dorato, forse una spada. A destra si trova una colonna con delle iscrizioni, sormontata da una statua. In una delle versioni, a sinistra si trova un treppiede ispirato a quello delle collezioni del duca di Blacas. La statua è un "oracolo con i serpenti" che verrà tradotto in una scultura vera nel 1899 circa. La decorazione molto sobria e buia consiste in una fila di colonne doriche.
La donna si appoggia a un piedistallo decorato con un rilievo di una maschera tragica o con un'iscrizione. Una maschera è posta sulla sommità. In una delle tele sul piedistallo c'è scritto in lettere greche "Sofocle, Eschilo, Euripide" e in lettere latine "Corneille, Racine", mentre in una targa sotto la scultura dell'oracolo c'è scritto "Fedra, Ermione, Camilla, Monime, Rossana, Paolina" (i nomi di alcuni personaggi interpretati da Rachel). In un'altra versione, l'iscrizione sulla base del piedistallo è ΣΌΦΟ… / ΑΙΣΧΥ… / ΕΥΡΙΠ…. (Sofo[cle], Eschi[lo], Eurip[ide]). La tela è firmata in basso, con J.L GÉRÔME e MDCCMIX.